# استجابة تكاثرية لمفية
الاستجابة التكاثرية اللمفية هي استجابةٌ مناعية خاصة، تتطلبُ تكرارًا سريعًا للخلايا التائية. تُستخدم مولدات الضد القياسية، مثل ذوفان الكزاز، في استثارة هذه الاستجابة في الاختبارات المعملية للكفاءة المناعية.